# Lasiurus insularis
Lasiurus insularis là một loài động vật có vú trong họ Dơi muỗi, bộ Dơi. Loài này được Hall & Jones mô tả năm 1961.